# Handball-Asienmeisterschaft der Männer 2022
Die Handball-Asienmeisterschaft der Männer 2022, die 20. Asienmeisterschaft, wurde vom 18. bis 31. Januar 2022 in Saudi-Arabien ausgetragen. Veranstalter war die Asian Handball Federation; die saudi-arabische Handballföderation richtete das Turnier in Dammam und Al-Qatif aus. Das Team aus Katar, das als Titelverteidiger antrat, gewann das Turnier.

## Austragungsland
Als Austragungsland wurde im April 2021 der Iran ausgewählt.
Wegen der Lage in der COVID-19-Pandemie verlegte die Asian Handball Federation den Wettbewerb im September 2021 nach Saudi-Arabien.

## Teilnehmer
Am Turnier nahmen 16 Mannschaften teil; ursprünglich sollten 18 Teams teilnehmen. Im Dezember 2021, kurz vor der Auslosung der Vorrundengruppen, sagte der Verband aus Thailand die Teilnahme ab, sodass 17 Mannschaften erwartet wurden. Anfang Januar 2022, nach der Auslosung, sagte auch der japanische Handballverband ab, nachdem im europäischen Trainingslager zehn COVID-19-Infektionen aufgetreten waren; damit ist Japan zum ersten Mal nicht bei einer Asienmeisterschaft vertreten.
Für die Verbände Vietnams und Singapurs war es die erste Teilnahme an einer Asienmeisterschaft. Südkorea war zum 18. Mal vertreten; mit neun Titeln ist der Verband auch der erfolgreichste. Je vier Titel hatten die Teams aus Kuwait und Katar gewonnen; Katar gewann die letzten vier Meisterschaften (2014, 2016, 2018 und 2020).

## Gesundheitsvorsorgemaßnahmen
Das Turnier fand während der COVID-19-Pandemie statt. Positiv auf COVID-19 getestete Spieler mussten sich in Isolation begeben und standem dem Team damit nicht zur Verfügung. Betroffen war u. a. das australische Team; wegen zahlreicher Ausfälle konnte die Mannschaft letztlich nicht mehr antreten, auch die Teams aus Vietnam und Südkorea traten zu einigen Spiele nicht mehr an.

## Turnierverlauf

### Vorrunde
Die vier Gruppen der Vorrunde wurden bei der Auslosung am 6. Dezember 2021 im King Abdulaziz Center for World Culture in Dhahran bestimmt.
Gespielt wurde vom 18. bis 20. Januar 2022 in Turnierform jeder gegen jeden. Die beiden besten Teams jeder Vorrundengruppe zogen in die Hauptrunde ein. Die Teams auf den Plätzen 3 und 4 spielen in der Platzierungsrunde weiter.

#### Gruppe A
| Pl. | Mannschaft | Sp. | S | U | N | Tore     | Diff. | Punkte |
| --- | ---------- | --- | - | - | - | -------- | ----- | ------ |
| 1.  | Südkorea   | 3   | 3 | 0 | 0 | 095:590  | +36   | 6      |
| 2.  | Kuwait     | 3   | 2 | 0 | 1 | 0111:720 | +39   | 4      |
| 3.  | Jordanien  | 3   | 1 | 0 | 2 | 095:890  | +6    | 2      |
| 4.  | Singapur   | 3   | 0 | 0 | 3 | 042:1230 | −81   | 0      |

Spiele:
| Singapur  | – | Südkorea  | 09:40 |
| Jordanien | – | Kuwait    | 31:42 |
| Kuwait    | – | Singapur  | 43:14 |
| Südkorea  | – | Jordanien | 28:24 |
| Singapur  | – | Jordanien | 19:40 |
| Kuwait    | – | Südkorea  | 26:27 |

#### Gruppe B
| Pl. | Mannschaft    | Sp. | S | U | N | Tore     | Diff. | Punkte |
| --- | ------------- | --- | - | - | - | -------- | ----- | ------ |
| 1.  | Iran          | 3   | 3 | 0 | 0 | 098:590  | +39   | 6      |
| 2.  | Saudi-Arabien | 3   | 2 | 0 | 1 | 0104:670 | +37   | 4      |
| 3.  | Australien    | 3   | 1 | 0 | 2 | 050:880  | −38   | 2      |
| 4.  | Indien        | 3   | 0 | 0 | 3 | 085:1230 | −38   | 0      |

Spiele:
| Australien    | – | Iran          | 10:32 |
| Indien        | – | Saudi-Arabien | 30:54 |
| Iran          | – | Indien        | 42:29 |
| Saudi-Arabien | – | Australien    | 30:13 |
| Indien        | – | Australien    | 26:27 |
| Iran          | – | Saudi-Arabien | 24:20 |

Das Spiel Australien gegen Iran war das erste Aufeinandertreffen der Teams dieser Länder bei einem Wettbewerb.

#### Gruppe C
| Pl. | Mannschaft                   | Sp. | S | U | N | Tore    | Diff. | Punkte |
| --- | ---------------------------- | --- | - | - | - | ------- | ----- | ------ |
| 1.  | Katar                        | 3   | 3 | 0 | 0 | 090:530 | +37   | 6      |
| 2.  | Irak                         | 3   | 2 | 0 | 1 | 085:970 | −12   | 4      |
| 3.  | Vereinigte Arabische Emirate | 3   | 1 | 0 | 2 | 072:770 | −5    | 2      |
| 4.  | Oman                         | 3   | 0 | 0 | 3 | 066:860 | −20   | 0      |

Spiele:
| Irak                         | – | Vereinigte Arabische Emirate | 32:31 |
| Oman                         | – | Katar                        | 14:31 |
| Vereinigte Arabische Emirate | – | Oman                         | 24:33 |
| Katar                        | – | Irak                         | 37:22 |
| Vereinigte Arabische Emirate | – | Katar                        | 17:22 |
| Oman                         | – | Irak                         | 29:31 |

#### Gruppe D
| Pl. | Mannschaft | Sp. | S | U | N | Tore     | Diff. | Punkte |
| --- | ---------- | --- | - | - | - | -------- | ----- | ------ |
| 1.  | Bahrain    | 3   | 3 | 0 | 0 | 0127:530 | +74   | 6      |
| 2.  | Usbekistan | 3   | 2 | 0 | 1 | 077:820  | −5    | 4      |
| 3.  | Hongkong   | 3   | 1 | 0 | 2 | 075:1010 | −26   | 2      |
| 4.  | Vietnam    | 3   | 0 | 0 | 3 | 064:1070 | −43   | 0      |
| 5.  | Japan *    | 0   | 0 | 0 | 0 | 00:00    | ±0    | 0      |

* Anfang Januar 2022 sagte der japanische Handballverband seine Teilnahme ab, nachdem im europäischen Trainingslager zehn COVID-19-Infektionen aufgetreten waren;
| Usbekistan | – | Hongkong   | 28:24 |
| Vietnam    | – | Bahrain    | 14:46 |
| Hongkong   | – | Vietnam    | 31:27 |
| Bahrain    | – | Usbekistan | 35:19 |
| Vietnam    | – | Usbekistan | 23:30 |
| Hongkong   | – | Bahrain    | 20:46 |

## Hauptrunde
In der Hauptrunde spielten vom 22. bis 26. Januar 2022 die zwei besten Teams der vier Vorrundengruppen in den Gruppen I und II jeder gegen jeden. Die beiden besten Teams jeder Hauptrundengruppe zogen in das Halbfinale ein. Die Drittplatzierten der beiden Hauptrundengruppen spielen um Platz 5, die Viertplatzierten um Rang 7.

### Gruppe I
| Pl. | Mannschaft    | Sp. | S | U | N | Tore     | Diff. | Punkte |
| --- | ------------- | --- | - | - | - | -------- | ----- | ------ |
| 1.  | Katar         | 3   | 3 | 0 | 0 | 090:340  | +56   | 6      |
| 2.  | Saudi-Arabien | 3   | 2 | 0 | 1 | 077:800  | −3    | 4      |
| 3.  | Südkorea      | 3   | 1 | 0 | 2 | 053:580  | −5    | 2      |
| 4.  | Usbekistan    | 3   | 0 | 0 | 3 | 060:1080 | −48   | 0      |

| Usbekistan | – | Südkorea      | 21:31  |
| Katar      | – | Saudi-Arabien | 34:19  |
| Katar      | – | Usbekistan    | 46:15  |
| Südkorea   | – | Saudi-Arabien | 22:27  |
| Katar      | – | Südkorea      | 10:0 * |
| Usbekistan | – | Saudi-Arabien | 24:31  |

* Das Team aus Südkorea hatte zahlreiche Spielerausfälle aufgrund von COVID-19-Infektionen. Das Spiel wurde daher nicht ausgetragen und mit 0:10 Toren und 0:2 Punkten gewertet.

### Gruppe II
| Pl. | Mannschaft | Sp. | S | U | N | Tore    | Diff. | Punkte |
| --- | ---------- | --- | - | - | - | ------- | ----- | ------ |
| 1.  | Bahrain    | 3   | 3 | 0 | 0 | 099:720 | +27   | 6      |
| 2.  | Iran       | 3   | 2 | 0 | 1 | 081:870 | −6    | 4      |
| 3.  | Irak       | 3   | 0 | 1 | 2 | 081:870 | −6    | 1      |
| 4.  | Kuwait     | 3   | 0 | 1 | 2 | 066:810 | −15   | 1      |

| Irak    | – | Iran    | 25:28 |
| Bahrain | – | Kuwait  | 29:15 |
| Kuwait  | – | Iran    | 26:27 |
| Irak    | – | Bahrain | 31:34 |
| Irak    | – | Kuwait  | 25:25 |
| Bahrain | – | Iran    | 36:26 |

## Platzierungsrunde
In der Platzierungsrunde spielten in Gruppe III und IV die Dritt- und Viertplatzierten der Vorrundengruppen vom 22. bis 28. Januar 2022 jeder gegen jeden und anschließend ja nach Platzierung um die Plätze 9, 11, 13 und 15.

### Gruppe III
| Pl. | Mannschaft                   | Sp. | S | U | N | Tore     | Diff. | Punkte |
| --- | ---------------------------- | --- | - | - | - | -------- | ----- | ------ |
| 1.  | Vereinigte Arabische Emirate | 3   | 3 | 0 | 0 | 072:490  | +23   | 6      |
| 2.  | Jordanien                    | 3   | 2 | 0 | 1 | 0103:900 | +13   | 4      |
| 3.  | Vietnam                      | 3   | 1 | 0 | 2 | 067:830  | −16   | 2      |
| 4.  | Indien                       | 3   | 0 | 0 | 3 | 084:1040 | −20   | 0      |

| Vereinigte Arabische Emirate | – | Indien    | 31:21  |
| Vietnam                      | – | Jordanien | 29:40  |
| Vietnam                      | – | Indien    | 38:33  |
| Vereinigte Arabische Emirate | – | Jordanien | 31:28  |
| Vereinigte Arabische Emirate | – | Vietnam   | 10:0 * |
| Jordanien                    | – | Indien    | 35:30  |

* Das vietnamesische Team hatte zahlreiche Spielerausfälle aufgrund von COVID-19-Infektionen. Das Spiel wurde daher nicht ausgetragen und mit 0:10 Toren und 0:2 Punkten gewertet.

### Gruppe IV
| Pl. | Mannschaft | Sp. | S | U | N | Tore    | Diff. | Punkte |
| --- | ---------- | --- | - | - | - | ------- | ----- | ------ |
| 1.  | Oman       | 3   | 3 | 0 | 0 | 074:370 | +37   | 6      |
| 2.  | Hongkong   | 3   | 2 | 0 | 1 | 066:400 | +26   | 4      |
| 3.  | Singapur   | 3   | 1 | 0 | 2 | 035:680 | −33   | 2      |
| 4.  | Australien | 3   | 0 | 0 | 3 | 00:300  | −30   | 0      |

| Oman     | – | Australien | 10:0 * |
| Hongkong | – | Singapur   | 31:13  |
| Hongkong | – | Australien | 10:0 * |
| Oman     | – | Singapur   | 37:12  |
| Oman     | – | Hongkong   | 27:25  |
| Singapur | – | Australien | 10:0 * |

* Das australische Team hatte zahlreiche Spielerausfälle aufgrund von COVID-19-Infektionen. Das Spiel wurde daher nicht ausgetragen und mit 0:10 Toren und 0:2 Punkten gewertet.

## Finalrunde

### Spiel um Platz 15
Die Viertplatzierten der Gruppen III und IV spielten am 28. Januar 2022 um Platz 15.
| Australien | – | Indien | 21:25 |

### Spiel um Platz 13
Die Drittplatzierten der Gruppen III und IV spielten am 28. Januar 2022 um Platz 13.
| Singapur | – | Vietnam | 20:33 |

### Spiel um Platz 11
Die Zweitplatzierten der Gruppen III und IV spielten am 28. Januar 2022 um Platz 11.
| Hongkong | – | Jordanien | 27:26 |

### Spiel um Platz 9
Die Erstplatzierten der Gruppen III und IV spielten am 28. Januar 2022 um Platz 9.
| Oman | – | Vereinigte Arabische Emirate | 24:27 |

### Spiel um Platz 7
Die Viertplatzierten der beiden Hauptrundengruppen spielten am 30. Januar 2022 um Platz 7.
| Usbekistan | – | Kuwait | 30:32 |

### Spiel um Platz 5
Die Drittplatzierten der beiden Hauptrundengruppen spielten am 30. Januar 2022 um Platz 5.
| Südkorea | – | Irak | 26:24 |

### Halbfinale
Im Halbfinale spielten die beiden besten Teams der Hauptrundengruppen am 29. Januar 2022 überkreuz in K.O-Spielen gegeneinander. Die Sieger zogen in das Finale ein, die Verlierer spielten um Platz 3 gegeneinander.
| Katar   | – | Iran          | 34:19 |
| Bahrain | – | Saudi-Arabien | 29:20 |

### Spiel um Platz 3
Im Spiel um Platz 3 trafen am 31. Januar 2022 die Verlierer der Halbfinalbegegnungen aufeinander.
| Iran | – | Saudi-Arabien | 23:26 |

### Spiel um Platz 1 (Finale)
Im Finale trafen am 31. Januar 2022 die beiden Sieger der Halbfinalspiele aufeinander.
| Katar | – | Bahrain | 29:24 |

## Abschlussplatzierungen
| Platz | Mannschaft                   |
| ----- | ---------------------------- |
| 01.   | Katar                        |
| 02.   | Bahrain                      |
| 03.   | Saudi-Arabien                |
| 04.   | Iran                         |
| 05.   | Südkorea                     |
| 06.   | Irak                         |
| 07.   | Kuwait                       |
| 08.   | Usbekistan                   |
| 09.   | Vereinigte Arabische Emirate |
| 10.   | Oman                         |
| 11.   | Hongkong                     |
| 12.   | Jordanien                    |
| 13.   | Vietnam                      |
| 14.   | Singapur                     |
| 15.   | Indien                       |
| 16.   | Australien                   |

Legende:
| 1.–5. | qualifiziert zur Teilnahme an der Weltmeisterschaft 2023[15] |